# Josef Grolimund

Josef Grolimund (1971)

Josef Grolimund (* 17. März 1909 in Erschwil, Kanton Solothurn; † 22. Februar 2006 in Laufen, Kanton Basel-Landschaft, heimatberechtigt in Erschwil und Beinwil) war ein schweizerischer Politiker der Freisinnig-Demokratischen Partei (FDP).

## Leben
Grolimund, Sohn eines Landwirts, absolvierte nach dem Besuch der Bezirksschule in Breitenbach eine Berufsausbildung zum Mechaniker und war anschließend als Werkzeugmacher und Vorarbeiter tätig.
Seine politische Laufbahn begann Grolimund in der Kommunalpolitik und war zwischen 1945 und 1961 Gemeindeammann von Erschwil. Daneben wurde er 1953 zum Mitglied des Kantonsrates von Solothurn gewählt und vertrat dort bis 1969 die Freisinnig-Demokratische Partei.
Am 7. Dezember 1959 wurde er außerdem als Kandidat der FDP erstmals zum Mitglied des Nationalrates gewählt und gehörte diesem als Vertreter des Kantons Solothurn bis zum 30. November 1975 an. Grolimund, der zwischen 1967 und 1980 auch Vorsitzender des Freien Arbeiterverbandes des Kanton Solothurn war, befasste sich während seiner langjährigen Parlamentszugehörigkeit insbesondere mit Fragen der Arbeitnehmer- und Sozialpolitik.